# Сентервју (Мисури)
Сентервју (енгл. Centerview) град је у америчкој савезној држави Мисури.

## Демографија
По попису из 2010. године број становника је 267, што је 18 (7,2%) становника више него 2000. године.
| Група             | 2000.       | 2010.       |
| Белци             | 229 (92,0%) | 249 (93,3%) |
| Афроамериканци    | 0 (0,0%)    | 1 (0,4%)    |
| Азијати           | 1 (0,4%)    | 5 (1,9%)    |
| Хиспаноамериканци | 11 (4,4%)   | 10 (3,7%)   |
| Укупно            | 249         | 267         |